# Amblypsilopus ancistroides
Amblypsilopus ancistroides är en tvåvingeart som beskrevs av Yang 1995. Amblypsilopus ancistroides ingår i släktet Amblypsilopus och familjen styltflugor.
Artens utbredningsområde är Hubei (Kina). Inga underarter finns listade i Catalogue of Life.